# ماشین‌آلات ریسندگی نخ

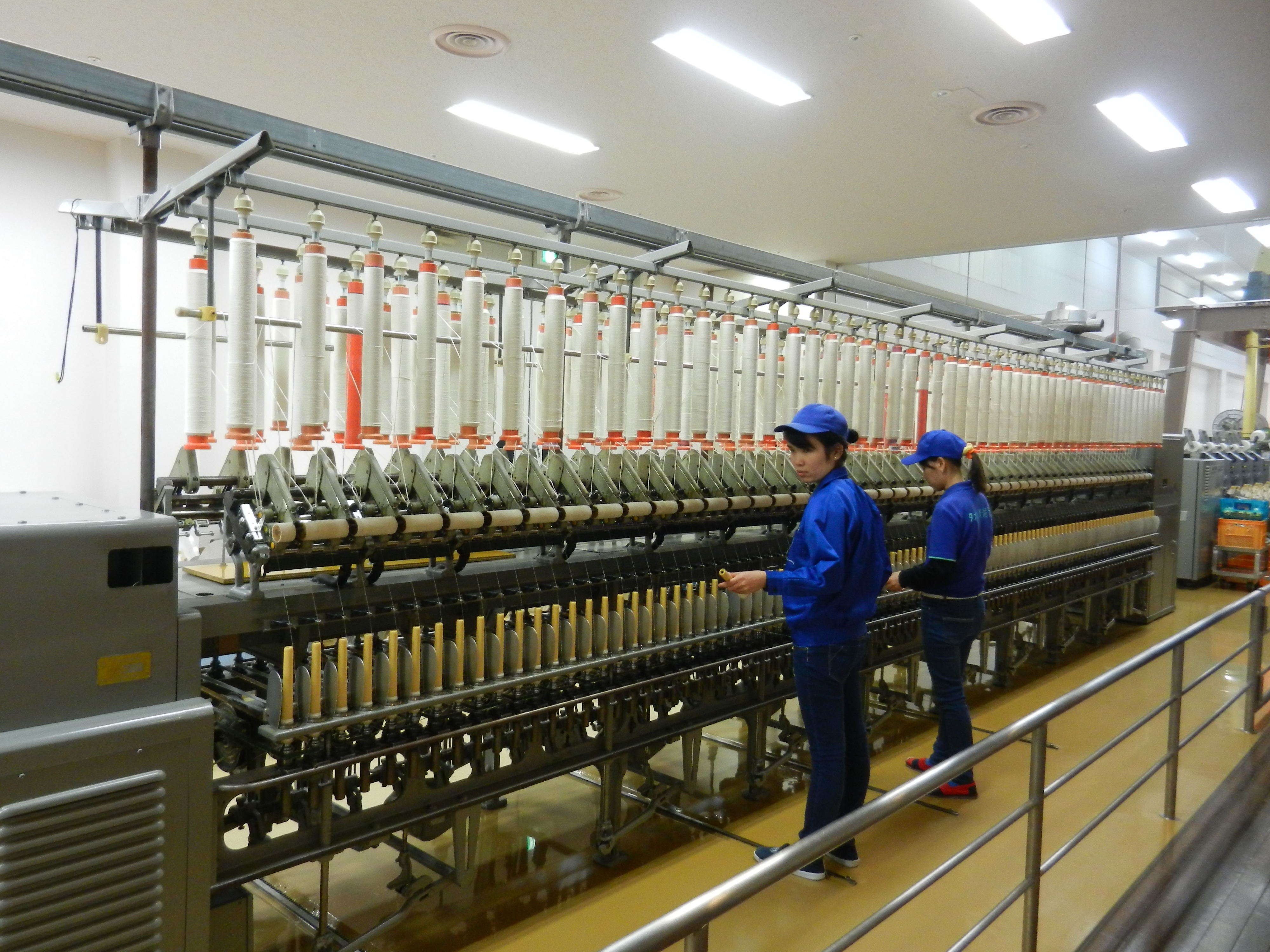
یک ماشین ریسندگی در حال کار در چین

ماشین‌آلات ریسندگی نخ اشاره دارد به ماشینی که فرآوری (و یا چرخش) پنبه آماده به نخ یا الیاف را انجام می‌دهد. چنین ماشین‌آلاتی می‌تواند پیشینه‌ای در سده‌های گذشته داشته باشد. در طول سده‌های ۱۸ و ۱۹ میلادی، به‌عنوان بخشی از انقلاب صنعتی، ماشین‌آلات ریسندگی نخ برای تولید انبوه در صنعت نخ توسعه داده شدند. ماشین‌آلات ریسندگی نخ در کارخانه‌های بزرگ نصب می‌گشت، که معمولاً به عنوان کارخانه‌های نخ شناخته می‌شدند.